# Ampelocissus madulidii
Ampelocissus madulidii là một loài thực vật hai lá mầm trong họ Nho. Loài này được Latiff miêu tả khoa học đầu tiên năm 1988.